# Чагарниця білогорла
Чагарни́ця білогорла (Pterorhinus albogularis) — вид горобцеподібних птахів родини Leiothrichidae. Мешкає в Гімалаях, Китаї і північному В'єтнамі.

## Опис
Довжина птаха становить 28-30,5 см. Верхня частина тіла коричнево-бура. нижня частина тіла рудувата. На горлі і на верхній частині грудей велика біла пляма. Хвіст довгий, кінчик хвоста білий.

## Підвиди
Виділяють три підвиди:
- P. a. whistleri (Baker, ECS, 1921) — західні Гімалаї (від північного Пакистану і Кашміру до індійського штату Уттар-Прадеш);
- P. a. albogularis (Gould, 1836) — центральні і східні Гімалаї (від західного Непалу до східного Бутану);
- P. a. eous (Riley, 1930) — від південно-західного Китаю (Цинхай, південь Шеньсі, південь Сичуаню, північ Юньнаню) до північно-західного В'єтнаму.

## Поширення і екологія
Білогорлі чагарниці живуть в тропічних і субтропічних гірських і рівнинних вологих лісах, в широколостяних і мішаних лісах, у високогірних чагарникових заростях, на гірських луках. Зустрічаються на висоті від 1200 до 3800 м над рівнем моря.

## Поведінка
Білогорлі чагарниці зустрічаються у зграях від 6 до 15 птахів, навіть під час гніздування. Живляться переважно комахами, взимку також доповнюють раціон ягодами і насінням. Сезон розмноження триває з березня по липень.